# Pietro Bembo
Pietro Bembo (1470. – 1547.), talijanski je povjesničar. Za hrvatsku je povijest bitan po svojim zapisima o ustanku pučana na otoku Hvaru.